# سوخو-۲۵

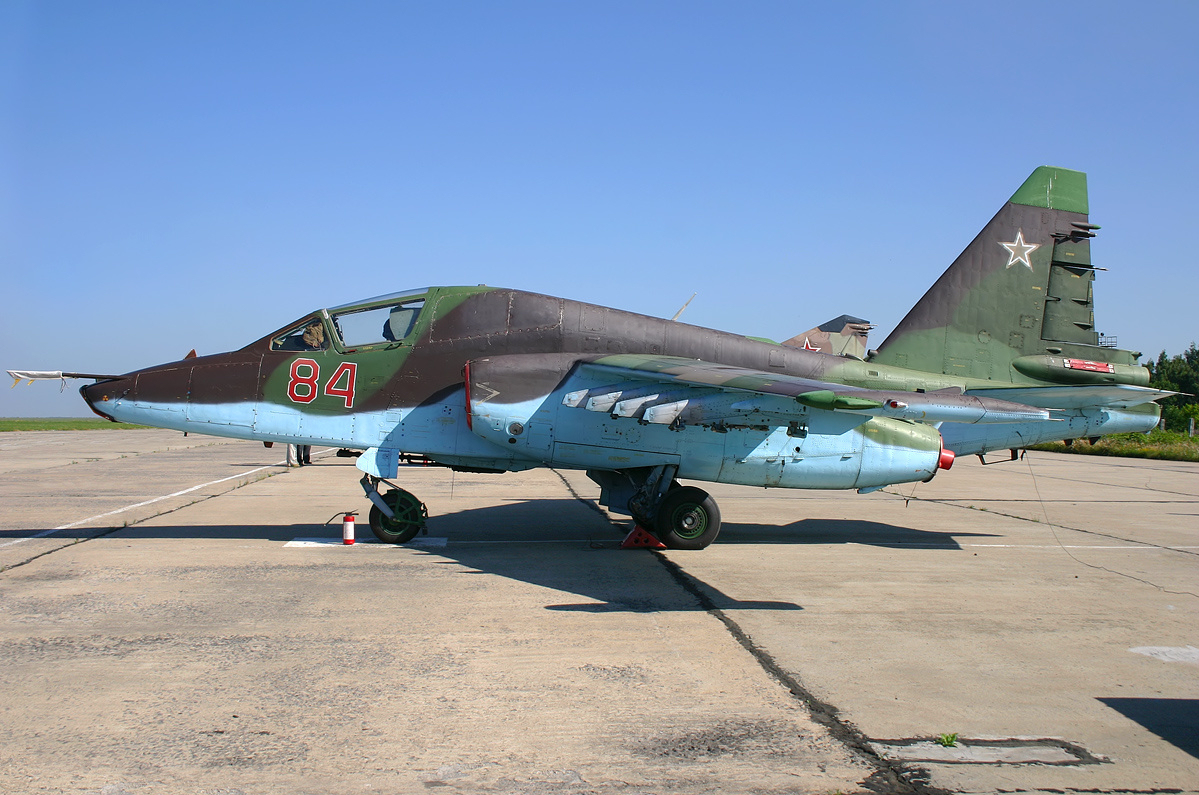
سوخو-۲۵

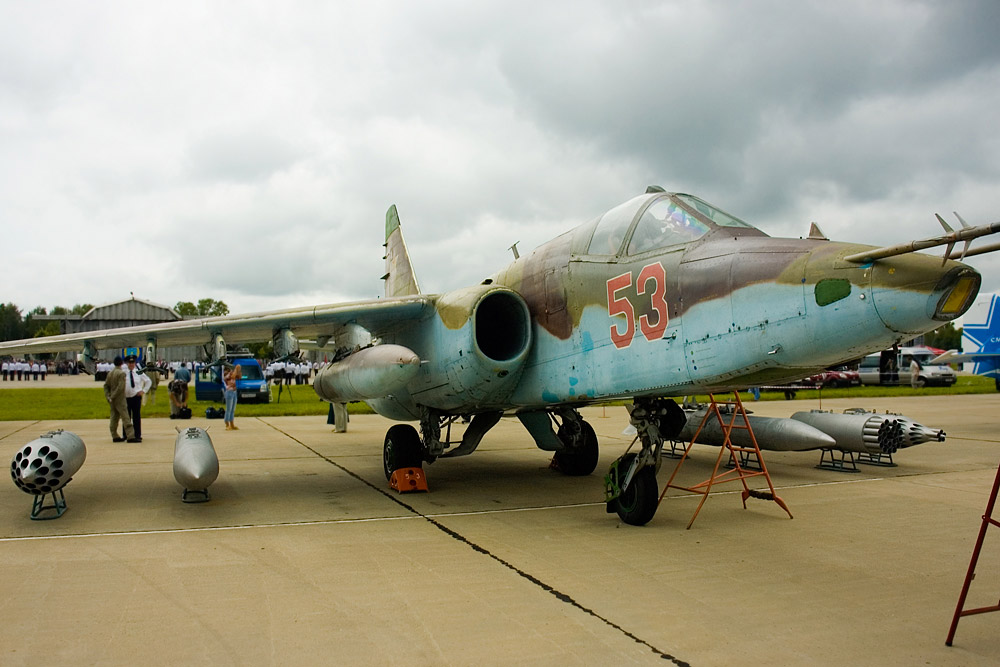
سوخو-۲۵ روسی

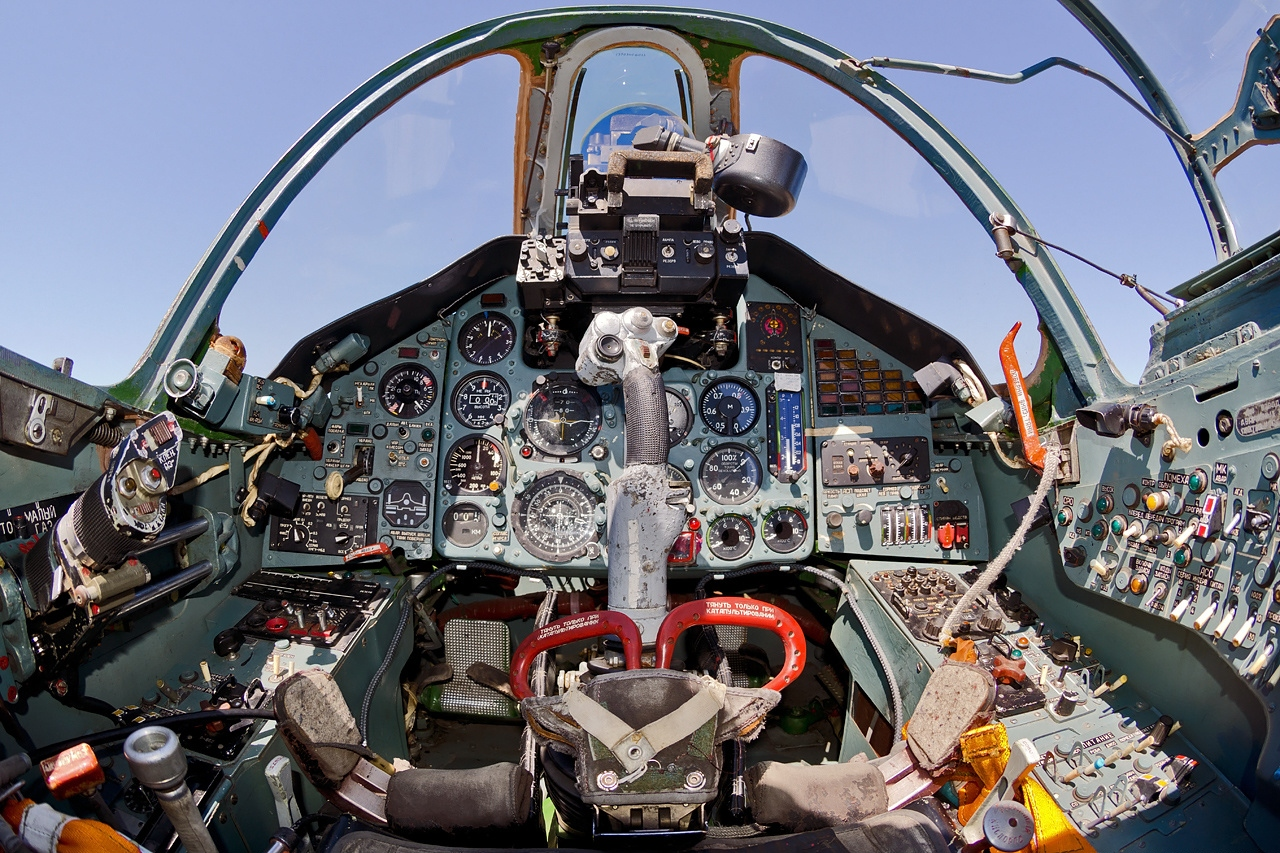
کابین خلبان سوخو-۲۵

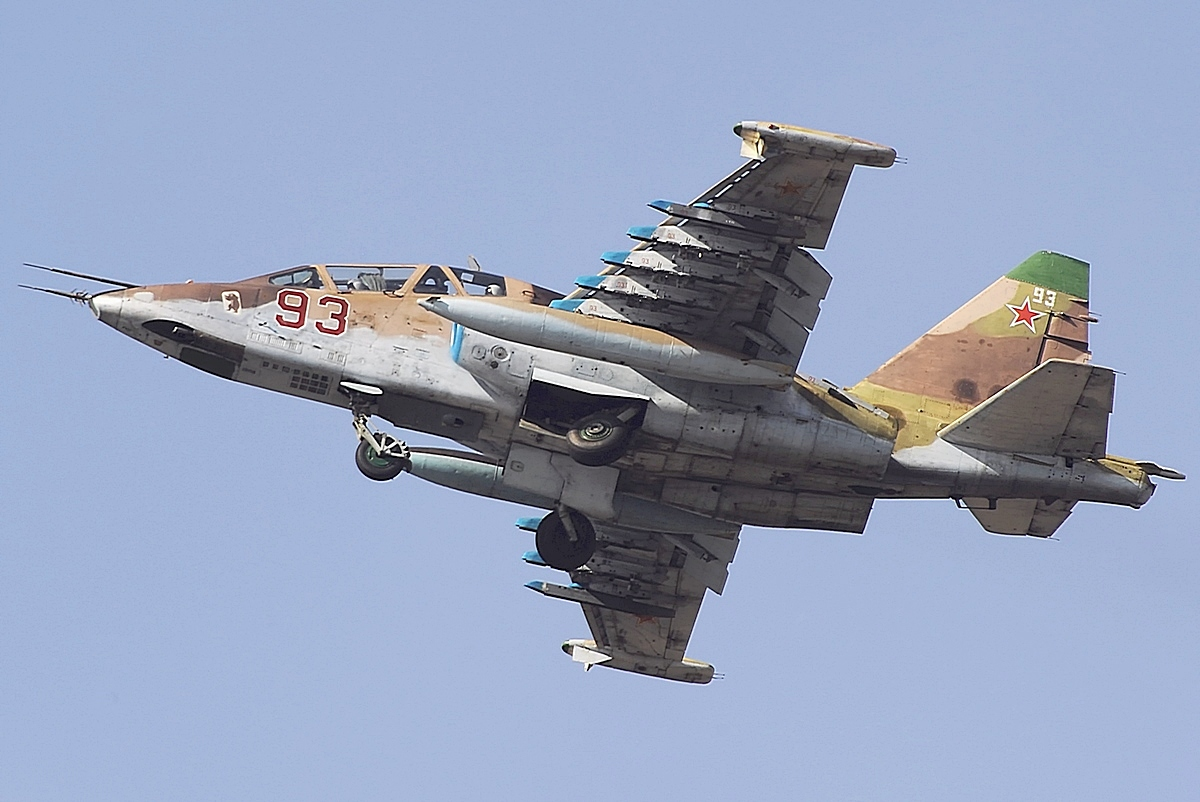
سوخو-۲۵ روس

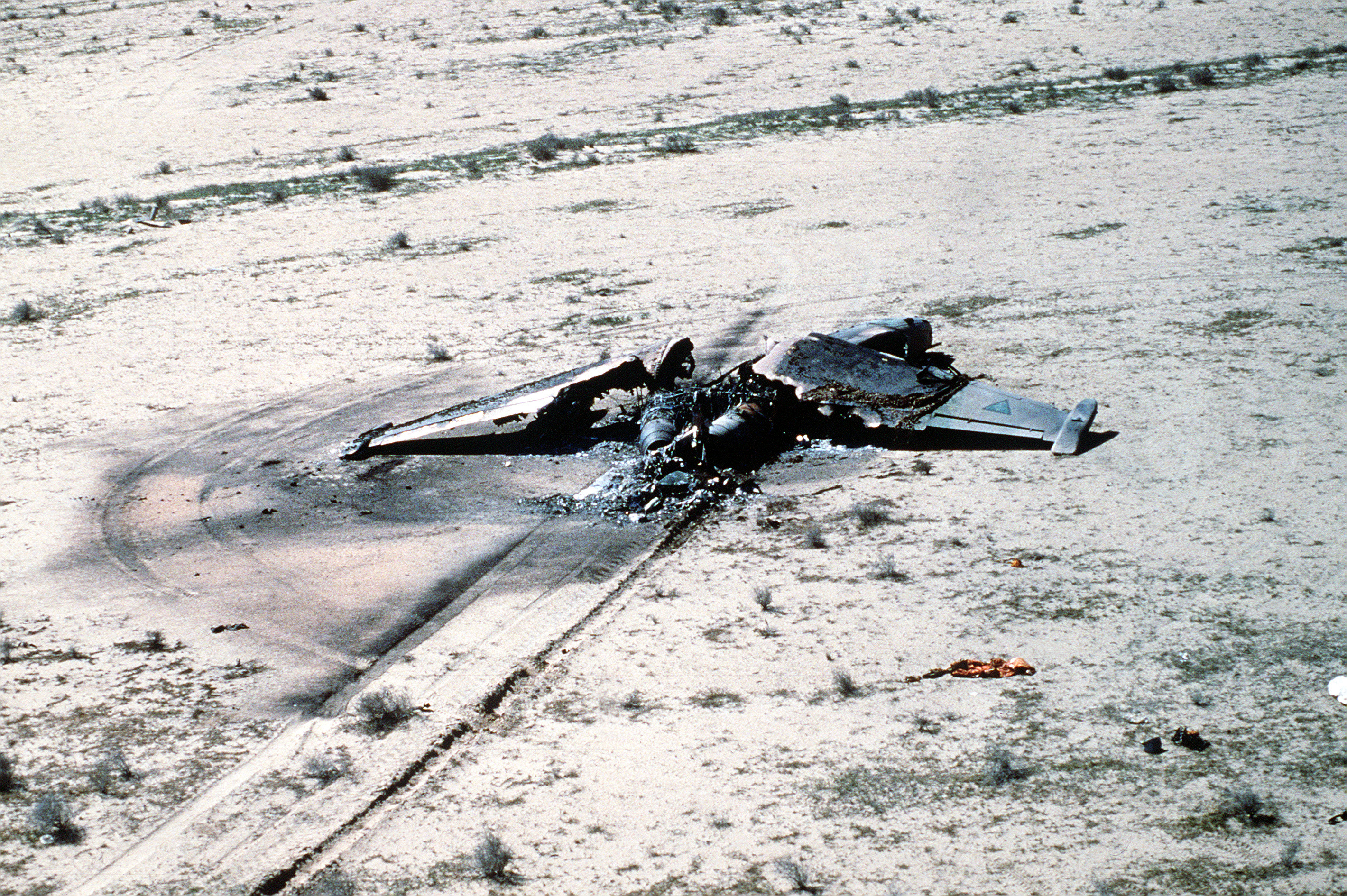
سوخو-۲۵ عراقی نابود شده در سال ۱۹۹۱ طی عملیات طوفان صحرا در جنگ خلیج فارس

سوخو سو-۲۵ (به روسی: Сухой Су-25) با نام ناتو: Frogfoot «پا قورباغه‌ای»، یک جت جنگنده تک‌سرنشین دوموتوره است که در اتحاد جماهیر شوروی، توسط دفتر طراحی سوخو طراحی و تولید شد. مأموریت اصلی این هواپیما پشتیبانی نزدیک از نیروهای زمینی است. اولین پیش‌نمونه آن در ۲۲ فوریه ۱۹۷۵ پرواز کرد و تولید انبوه آن از سال ۱۹۷۸ در کارخانه‌ای در تفلیس در گرجستان شوروی آغاز شد. از سال ۱۹۸۱ وارد خدمت فعال نظامی در ارتش شوروی گردید. این هواپیما در نیروی هوایی و هوانیروز روسیه با نام مستعار کلاغ‌سیاه و در ناتو به نام پای قورباغه (به انگلیسی: Frogfoot) شناخته‌می‌شود.

## ویژگی‌ها

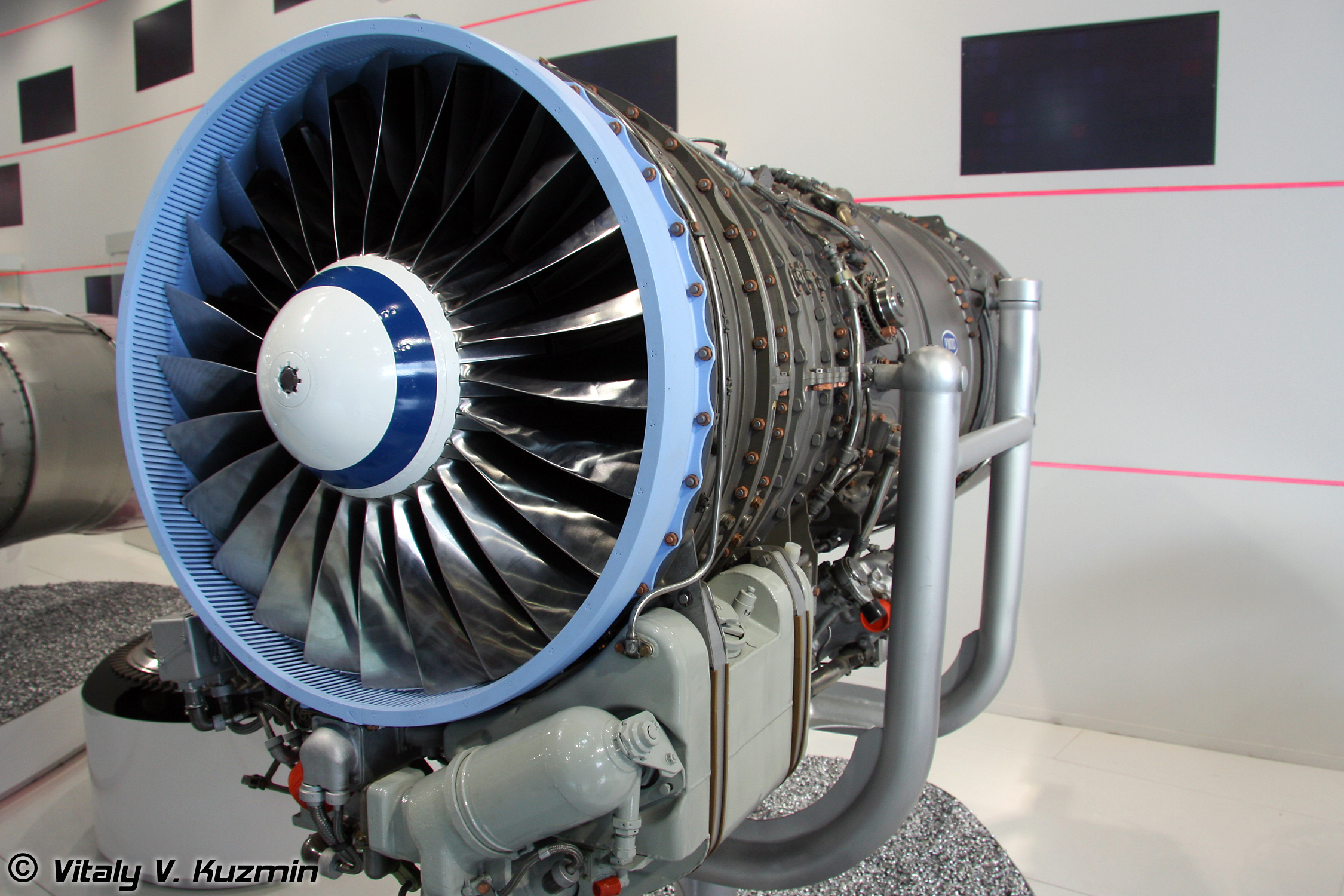
موتور سوخو سو-۲۵

سوخو-۲۵ برای انهدام دقیق اهداف زمینی در تمامی شرایط آب وهوایی شبانه‌روز و به‌طور خاص انهدام خودروهای زرهی دشمن، وسایل ارتباطی، سنگرهای آتش، واحدهای فرماندهی و نظارت، جاده‌ها، خطوط آهن، و هلیکوپترهای نظامی دشمن طراحی شده‌است. سوخو-۲۵ از نظر توانایی‌های جنگی، قدرت ضربتی، مقاومت و اثرگذاری کاملاً قابل مقایسه با همتای آمریکایی خود آ-۱۰ تاندربولت است. ساختار کلی، تجهیزات الکترونیکی و به ویژه توانایی استفاده از طیف وسیعی از مهمات و امکان فعالیت در خطیرترین شرایط، سوخو-۲۵ را هواپیمایی ایده‌آل برای پشتیبانی نزدیک هوایی از نیروهای زمینی ساخته‌است. این هواپیما به یک توپ اتوماتیک دولول ۳۰ میلی‌متری در زیر بدنه با ۲۵۰ گلوله مسلح شده و هشت پایلون در زیر بال‌های آن قرار دارد که به آن قدرت حمل حدود ۴ تن مهمات هوا به زمین از جمله راکت‌های ۵۷ تا ۳۳۰ میلی‌متری را می‌دهد. دو پایلون کوچک بیرونی هم برای موشک‌های هوابه‌هوا در زیر بدنه تعبیه شده‌اند.
در سال ۱۹۸۴ یک مدل صادراتی از این هواپیما به نام سوخو-۲۵ کا طراحی شده و به چکسلواکی، بلغارستان، عراق، جمهوری دمکراتیک کره و آنگولا صادر شد. در سال‌های ۸۸–۱۹۸۷ یک بازسازی کلی بر روی طراحی این هواپیما بر اساس تجربه جنگ در افغانستان انجام شد و از سال ۱۹۹۱ تولید مدل سوخو-۲۵ بی‌ام آغاز شد. سوخو-۲۵ در طول جنگ شوروی در افغانستان نقش حیاتی برای ارتش سرخ داشت و بیش از ۶۰ هزار ساعت پروازی را تجربه کرد و فقط ۲۳ فروند از آن از بین رفت. در واقع یک سوخو-۲۵ به ازای ۲۶۰۰ ساعت پرواز از دست رفت که در مقایسه با تمام هواپیماهای دیگری که در این جنگ استفاده شدند، رقم بهتری است. نیروی هوایی روسیه از این هواپیما به‌طور گسترده‌ای در جنگ چچن استفاده‌کرد و توسط نیروی هوایی عراق در جنگ ایران و عراق و توسط نیروی هوایی آنگولا در جنگ‌های داخلی دهه ۸۰ و ۹۰ هم استفاده‌شد.

## توسعه
در اوایل سال ۱۹۶۸ وزارت دفاع شوروی تصمیم گرفت تا یک جت جنگنده زیر صوت برای پشتیبانی از نیروهای زمینی ارتش سرخ در میدان نبرد را تولید کند که استفاده و تعمیر آن بسیار ساده باشد و مانورپذیری خوب و مقاومت مناسبی داشته‌باشد. بدین جهت پاول سوخو و یک گروه کوچک از متخصصین گروه سوخو با کمک گرفتن از موسساتی در وزارت صنعت حمل و نقل هوایی و وزارت دفاع شوروی، طراحی اولیه را آغاز کردند. به پیشنهاد دفتر طراحی سوخو تولید سوخو-۲۴ در کارخانه شماره ۳۱ واقع در تفلیس (گرجستان شوروی) محلی که پیش از آن جنگنده میگ-۲۱ در آن ساخته‌می‌شد، شروع گردید. سرانجام در سال ۱۹۷۸ سوخو-۲۵ وارد خط تولید گردید.

## مشخصات فنی

### بدنه
در بدنه سوخو-۲۵ به میزان ۶۰ درصد آلمینیوم، ۱۹٪ فولاد، ۱۳٫۵٪ تیتانیوم، ۲٪ آلیاژ منیزیم و ۵٫۵٪ مواد دیگر به کار رفته‌است.

### کابین خلبان
سوخو-۲۵ مجهز به صندلی نجات (همانند سوخو-۲۷) و ابزار پرواز استاندارد است. در پشت کابین خلبان ۶ میلیمتر (۰/۲۴ اینچ) زیرسری از جنس فولاد ضخیم، نصب شده‌است. همچنین کابین خلبان به شکل وان حمام و از جنس تیتانیوم می‌باشد. توپ هواپیما در یک محفظه زیر کابین خلبان نصب شده‌است.

### بال‌ها
تمامی مدل‌های سوخو-۲۵ دارای بال‌های فلزی می‌باشند. ترمزهای هوایی در نوک هر بال قرار دارند. هر بال دارای ۵ جایگاه حمل سلاح مانند موشک، راکت و تسلیحات دیگر است.

### موتور
نسخه‌های اولیه سوخو-۲۵ مجهز به ۲ موتور توربوجت آر۹۵اس‌اچ با پس سوز بودند که در دو طرف عقب هواپیما نصب می‌شدند. اما نسخه‌های جدید (مانند سوخو-۲۵ تی و تی‌ام) با موتورهای بهبود یافته آر۱۹۵ تجهیز شده‌اند.
این موتورها در ایرانهم بر روی هواپیمای صاعقه نصب شده‌است

### سامانه الکترونیکی
اویونیک سوخو-۲۵ شامل بخش‌های زیر می‌گردد:
- سامانه هدف‌گیری
- رادار ناوبری داپلر
- سامانه ناوبری٬جهت پرواز در روز و شب
- رادیو (بی‌سیم) جهت ارتباطات هوا به هوا و هوا به زمین
- سامانه کنترل سلاح‌ها
- مجموعه دفاع از خود
- سامانه شناسایی دوست از دشمن
- سامانه راداری هشدار دهنده (RHAWS)

## تاریخچه عملیاتی
- نبرد شوروی در افغانستان
- جنگ ایران و عراق
- جنگ خلیج فارس
- جنگ اول چچن
- جنگ دوم چچن
- نبرد اتیوپی و اریتره
- جنگ در دارفور
- جنگ اوستیای جنوبی ۲۰۰۸
- حمله روسیه به اوکراین ۲۰۲۲

## خدمت در ایران
در ۲۱ ژانویه ۱۹۹۱ و در حین جنگ خلیج فارس، ۷ فروند سوخو-۲۵ اِس به همراه ده‌ها هواپیمای دیگر نیروی هوایی عراق برای یافتن محلی امن برای در امان ماندن از حملات عملیات طوفان صحرا به ایران پناهنده شدند. ارتش ایران آن هواپیماها را هدیه‌ای از دشمن سابق خود تلقی کرد و آنها را متصرف شد.هواپیماهای مزبور به همراه شش فروند سوخو-۲۵ تی و سوخو-۲۵ یوبی‌کا خریداری شده از روسیه که در سال ۲۰۰۶ به ایران تحویل شد، در خدمت نیروی هوایی سپاه پاسداران بودند تا سال ۲۰۱۴ که کلیه ۱۳فروند برای کمک به دولت عراق برای سرکوب داعش به صورت دسته دوم به عراق فروخته شدند.
یکم نوامبر ۲۰۱۲ دو فروند سوخو-۲۵ ایرانی با توپ‌های ۳۰ میلی‌متری خود به سوی یک هواپیمای بدون سرنشین غیرمسلح ام‌کیو-۱ پردیتور آتش گشودند. گلوله‌ها به خطا رفت و این پهپاد به سلامت به پایگاه برگشت. مقامات پنتاگون اعلام کردند این هواپیما در حال مأموریت تجسسی عادی خود بر فراز آب‌های بین‌المللی بود و ۱۶ مایل دریایی با ساحل ایران فاصله داشت.

## کاربران
کاربران قدیم:

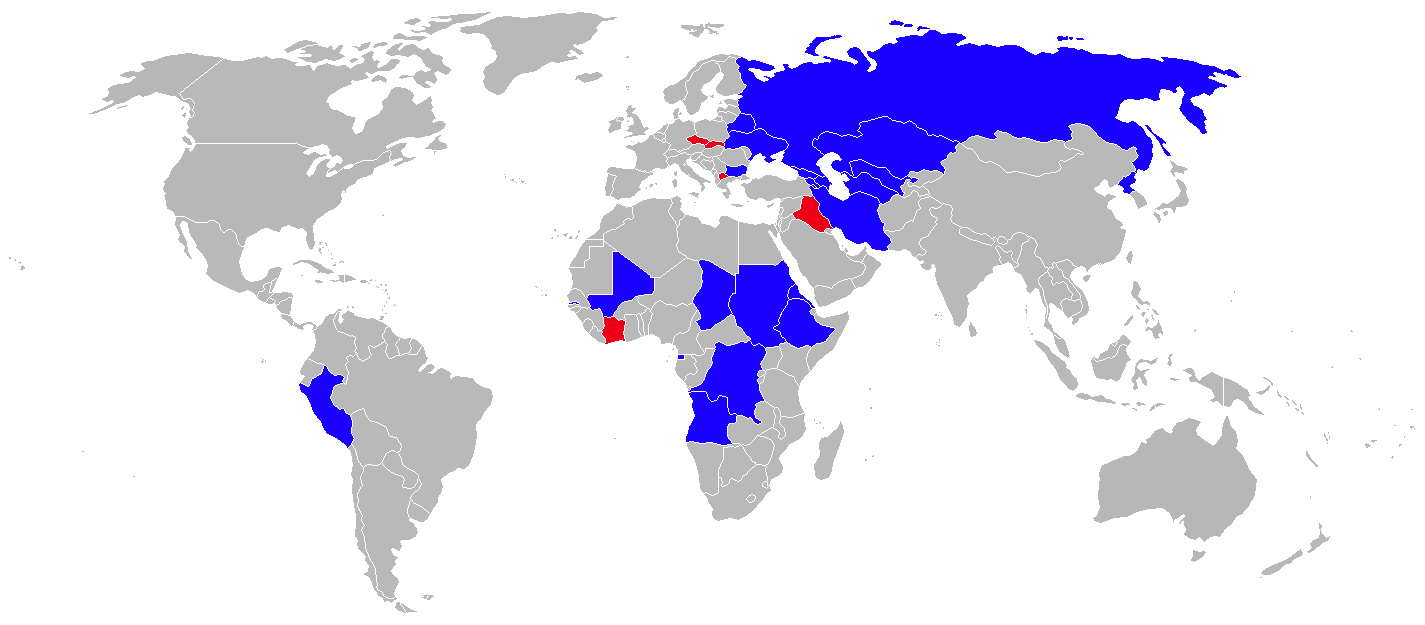
کاربران سوخو-۲۵
کاربران فعلی
کاربران قدیم

1. ایران فروش به عراق به صورت دسته دوم
2. جمهوری چک
3. مقدونیه شمالی
4. ساحل عاج
5. اسلواکی

کاربران کنونی:
1. جمهوری آذربایجان
2. آنگولا
3. ارمنستان
4. اوکراین
5. عراق خرید از ایران به صورت دست دوم
6. بلغارستان
7. بلاروس
8. پرو
9. ترکمنستان
10. اریتره
11. روسیه
12. گینه استوایی
13. قزاقستان
14. کره شمالی
15. گرجستان
16. سودان
17. گامبیا
18. ازبکستان
19. اتیوپی
20. چاد
21. کنگو

## مشخصات
خدمه: ۱ خلبان
- طول: ۱۵/۳۳ متر (۵۰ فوت و ۱۱)
- طول بال: ۱۴/۳۶ متر (فوت ۱ ۴۷)
- قد: ۴/۸۰ متر (فوت ۹ ۱۵)
- مساحت بال: ۳۰٫/۱ متر مربع (۳۲۴ فوت مربع)
- وزن خالی: ۱۰/۷۴۰ کیلوگرم (£ ۲۳/۶۷۷)
- وزن بارگذاری شده: ۱۶/۹۹۰ کیلوگرم (£ ۳۷٬۴۵۶)
- حداکثر وزن برخاست: ۲۰٬۵۰۰ کیلوگرم (£ ۴۵٬۱۹۴)
- نیروی رانش: ۲ × تومانسکی آر-۱۹۵ توربوجت، ۴۴/۱۸ در هر کیلو نیوتن
- حداکثر سرعت: ۹۵۰ کیلومتر / ساعت (۵۹۰ مایل در ساعت، ۰/۷۷ ماخ [۷۲])
- مبارزه با شعاع ۳۷۵ کیلومتر (۲۳۵ مایل)
- فری برد: ۲۵۰۰ کیلومتر (۱۵۵۳ مایل)
- خدمات سقف پرواز: ۷۰۰۰ متر (۲۳٬۰۰۰ فوت) [۷۳]
- نرخ صعود: ۵۸ متر / ثانیه (۱۱۴۰۰ فوت / دقیقه)
- بارگذاری بال: ۵۸۴ کیلوگرم / مترمربع (£ ۱۱۹ / فوت مربع)
- رانش / وزن: ۰/۵۱

### تسلیحات
- یک قبضه توپ دولول ۳۰ میلی‌متری با نرخ شلیک ۳۰۰۰ گلوله بر دقیقه
- ۱۱ جایگاه حمل سلاح با توانایی حمل انواع راکت‌انداز، راکت‌های هدایت شونده، موشک‌های هوا به سطح و هوا به هوا، بمب‌های لیزری، بمب‌های ضد نفر، بمب‌های خوشه‌ای، بمب‌های آتش‌زا، بمب‌های شیمیایی

## نگارخانه

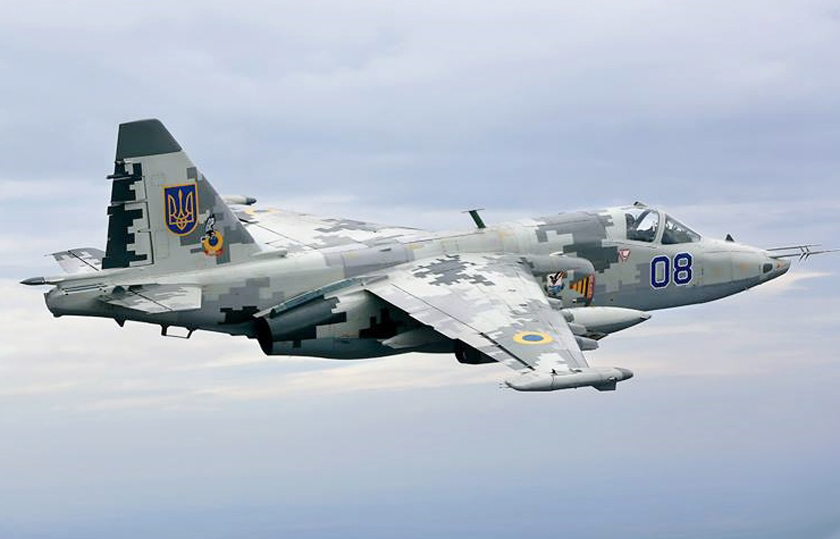
نیروی هوایی اوکراین
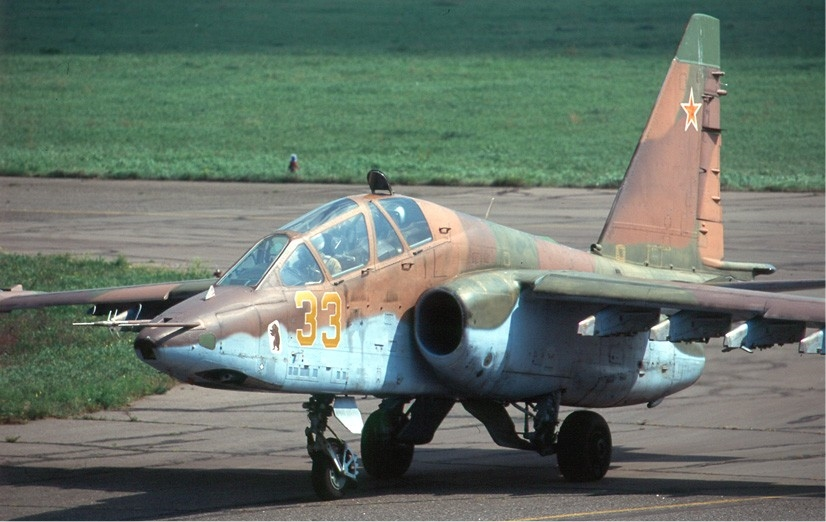
نیروی هوایی روسیه
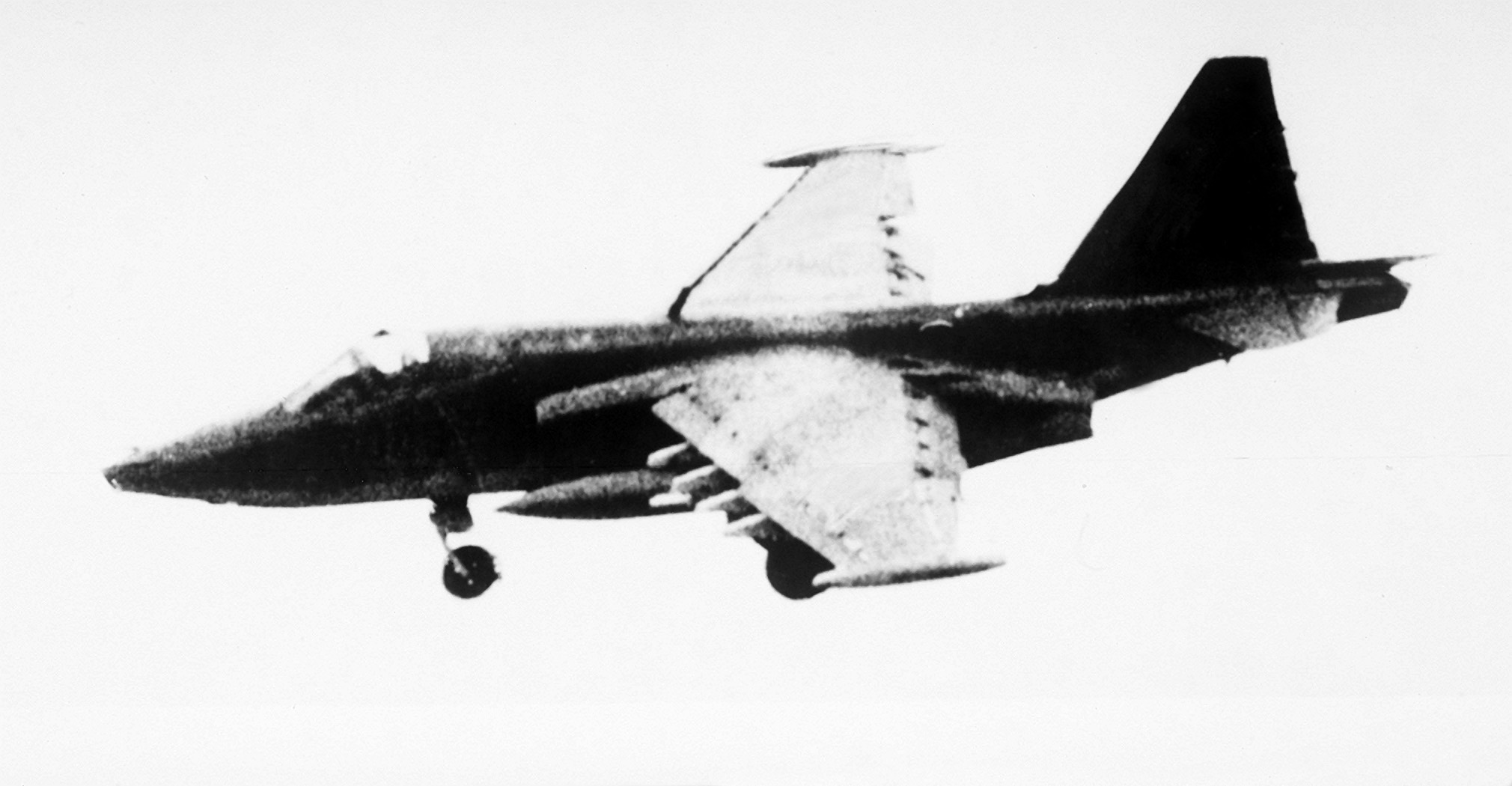
سوخو-۲۵ شوروی سابق
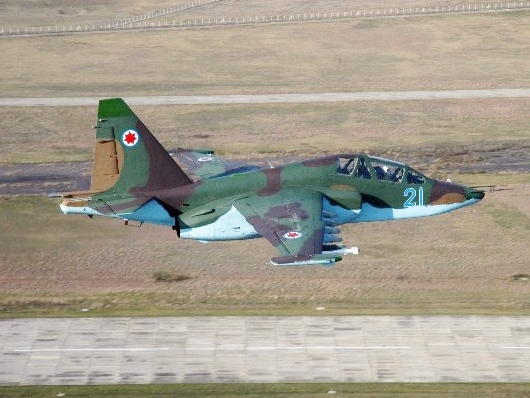
نیروی هوایی بلغارستان
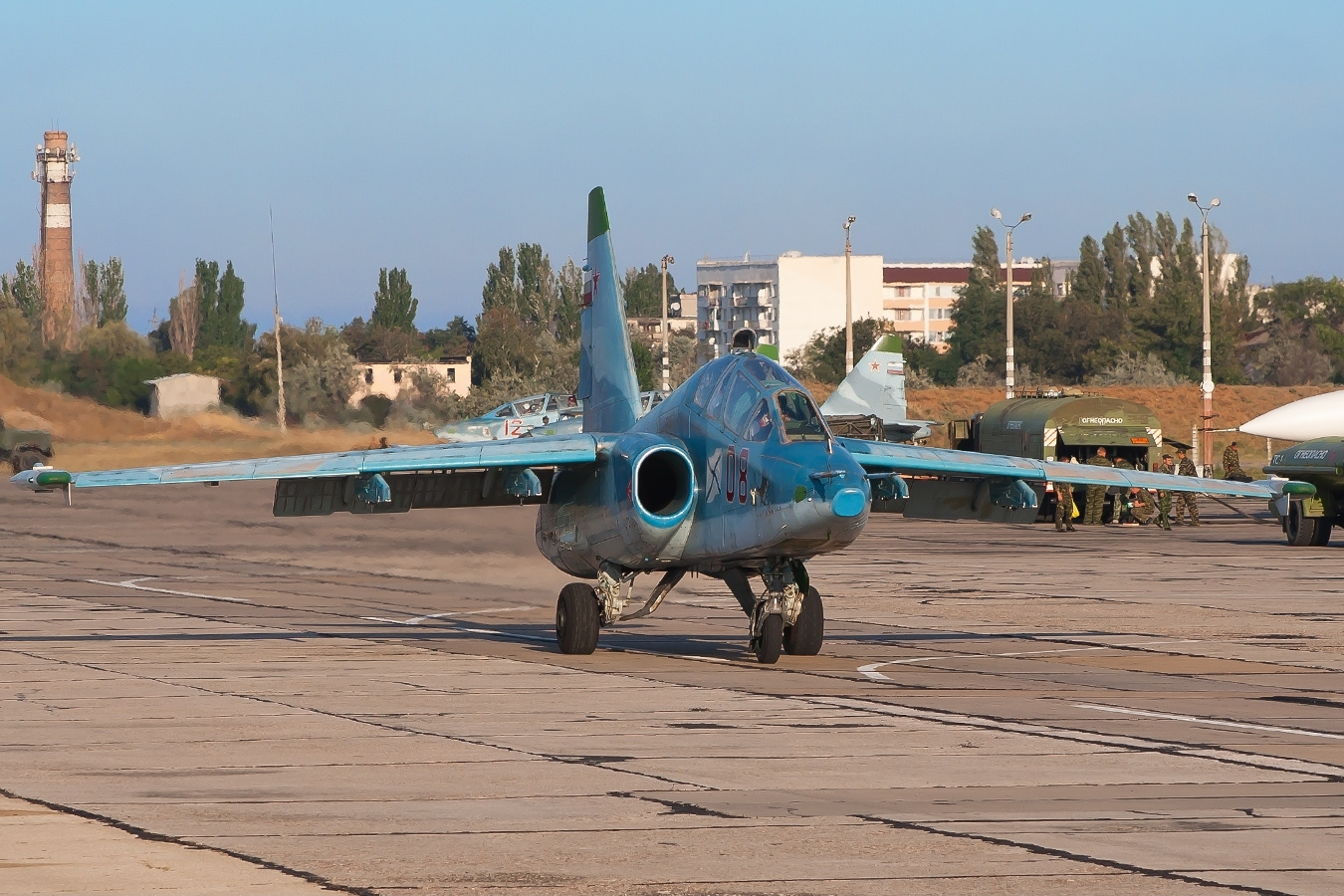
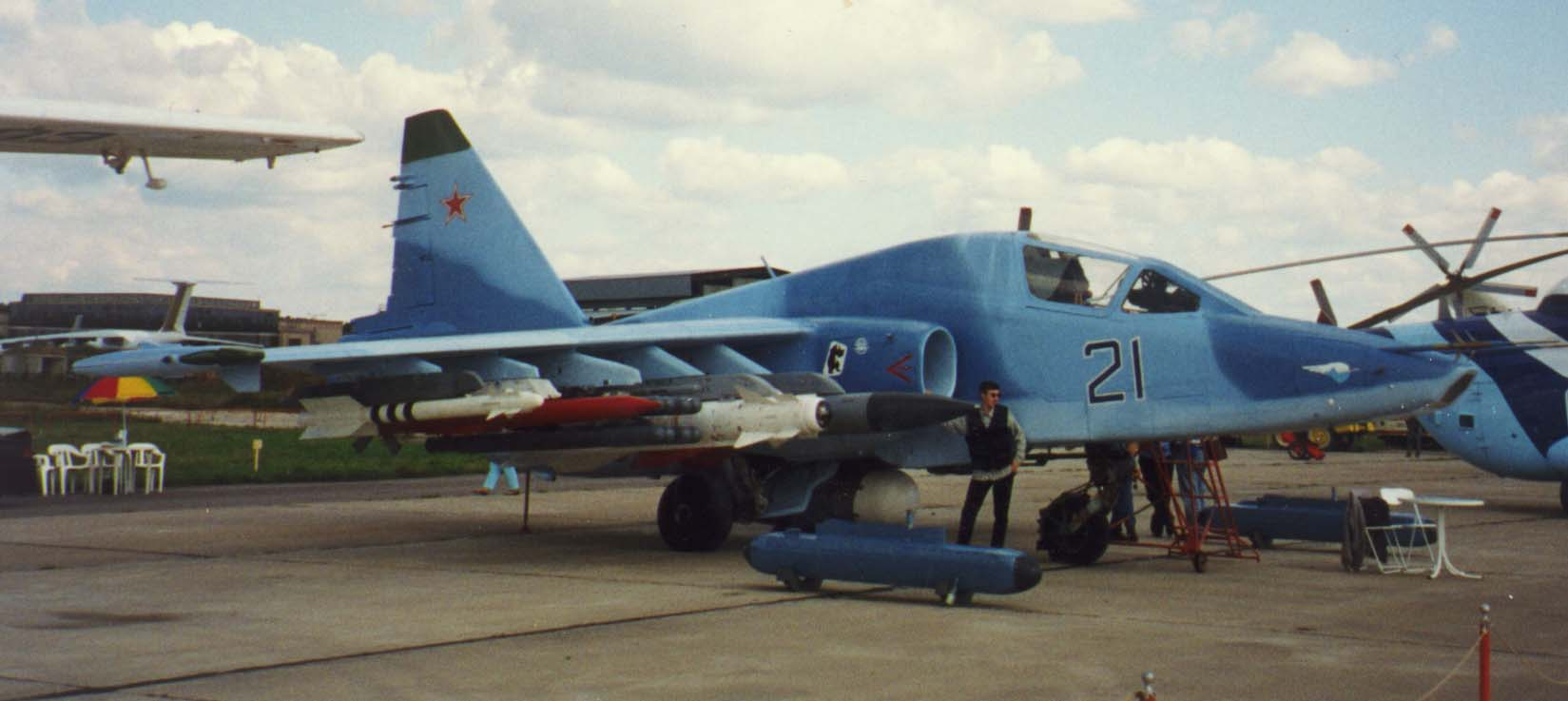
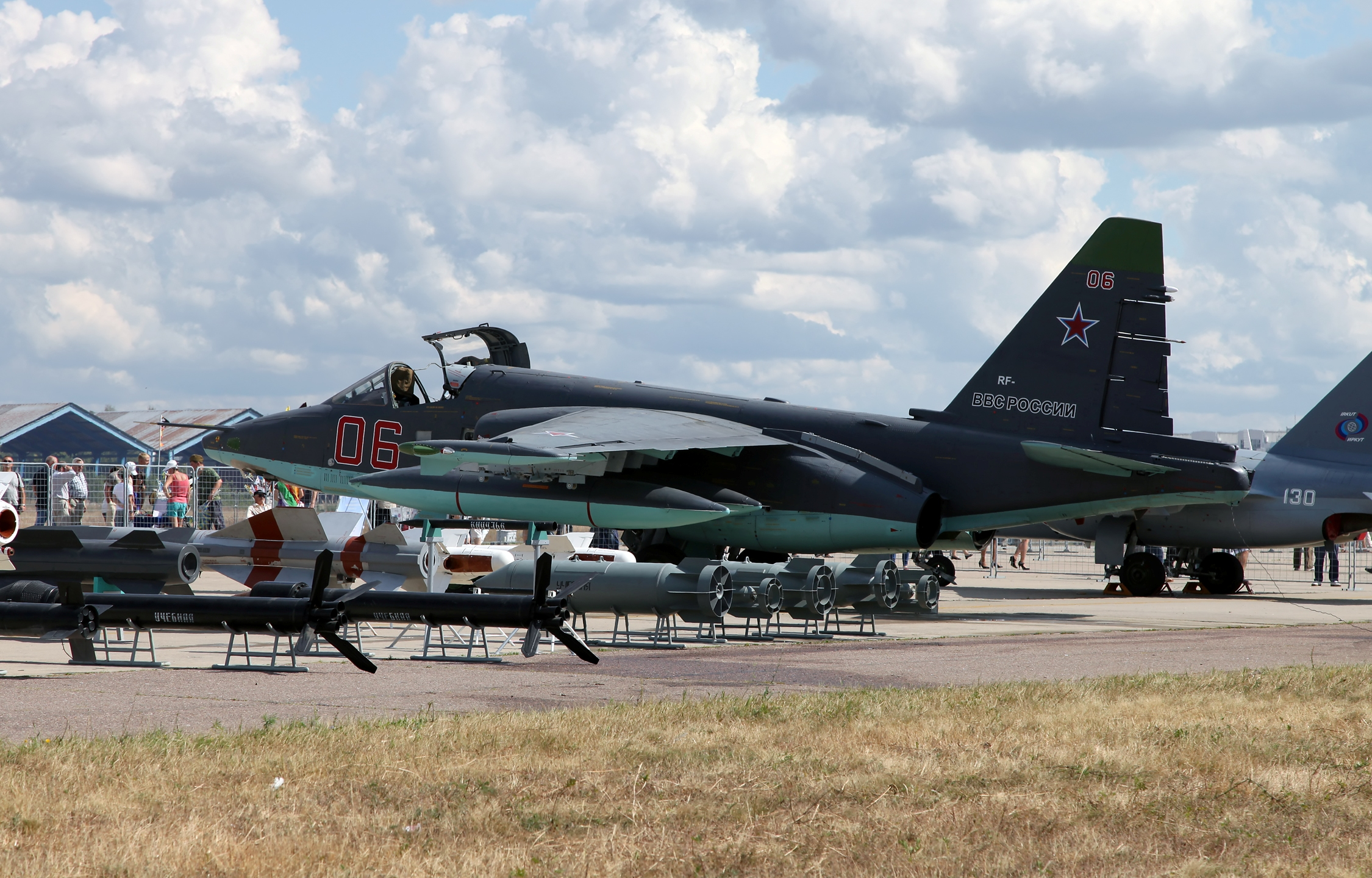
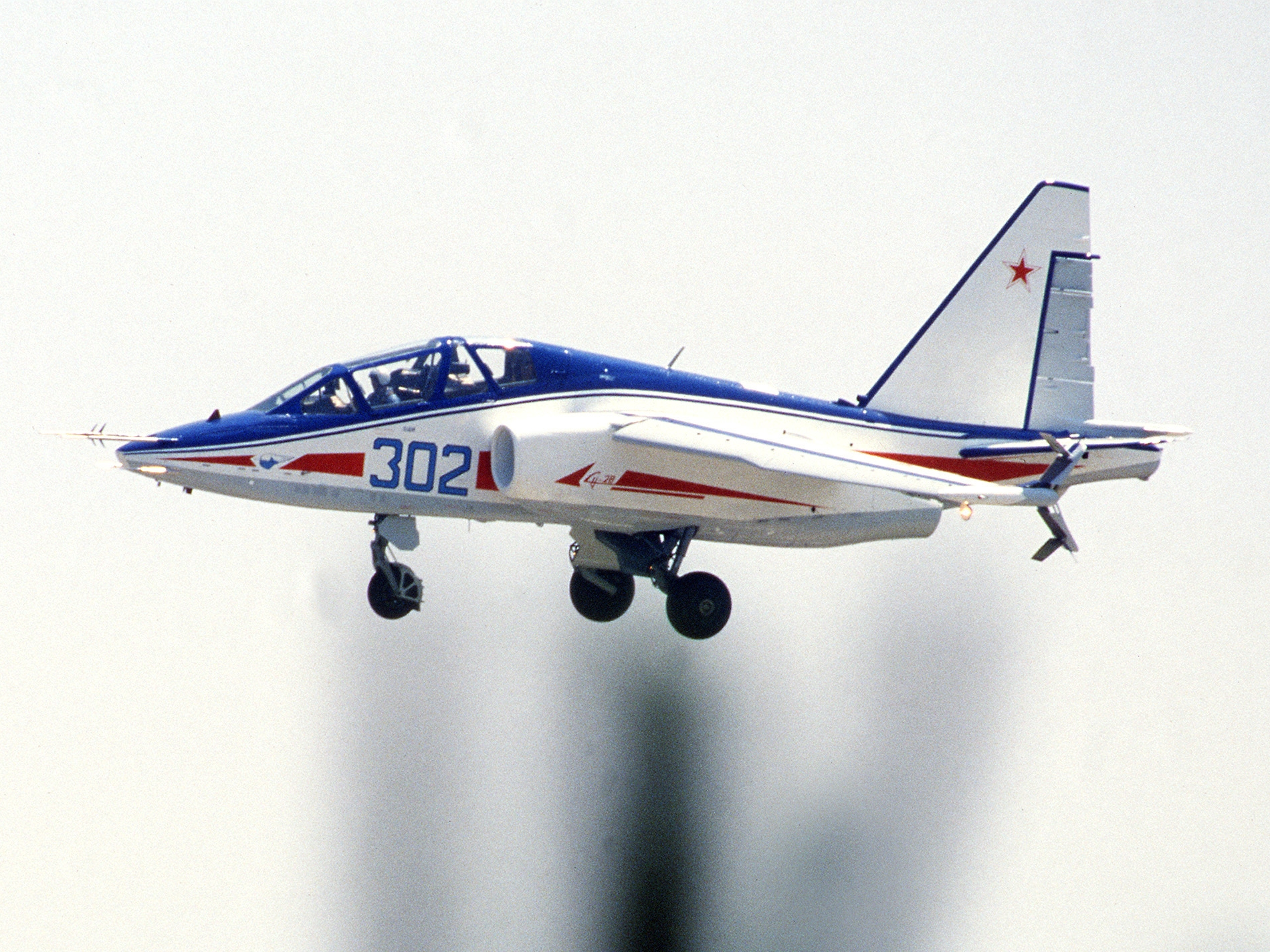
نسخهٔ آموزشی سوخو-۲۵
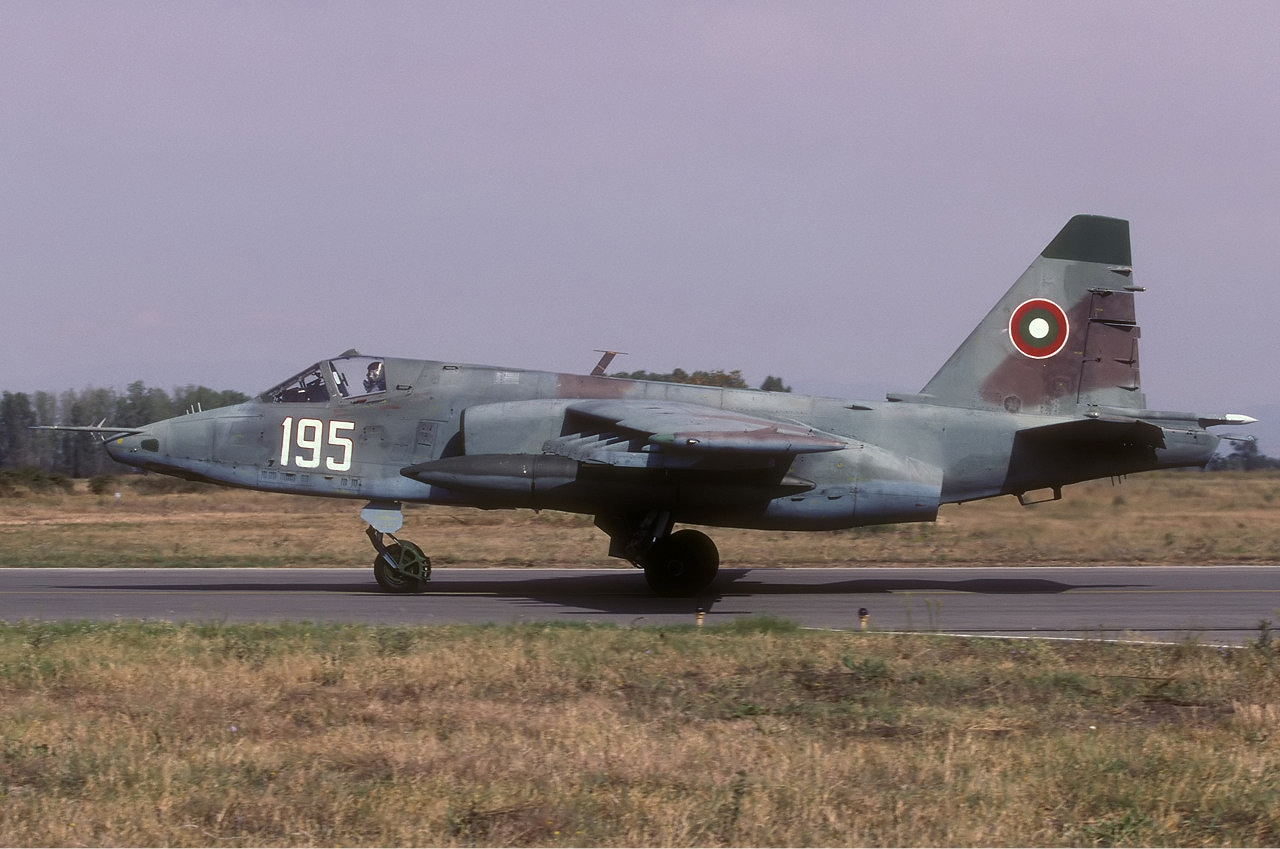
بلغار
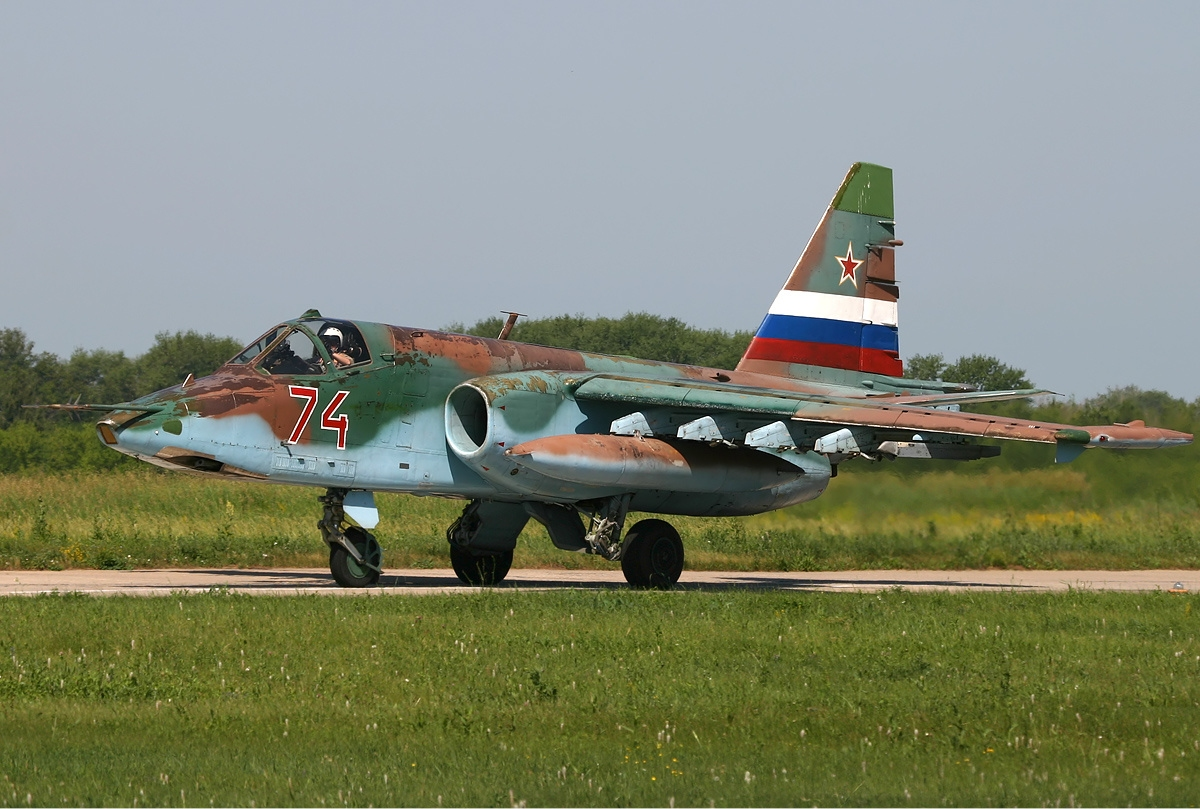
روس
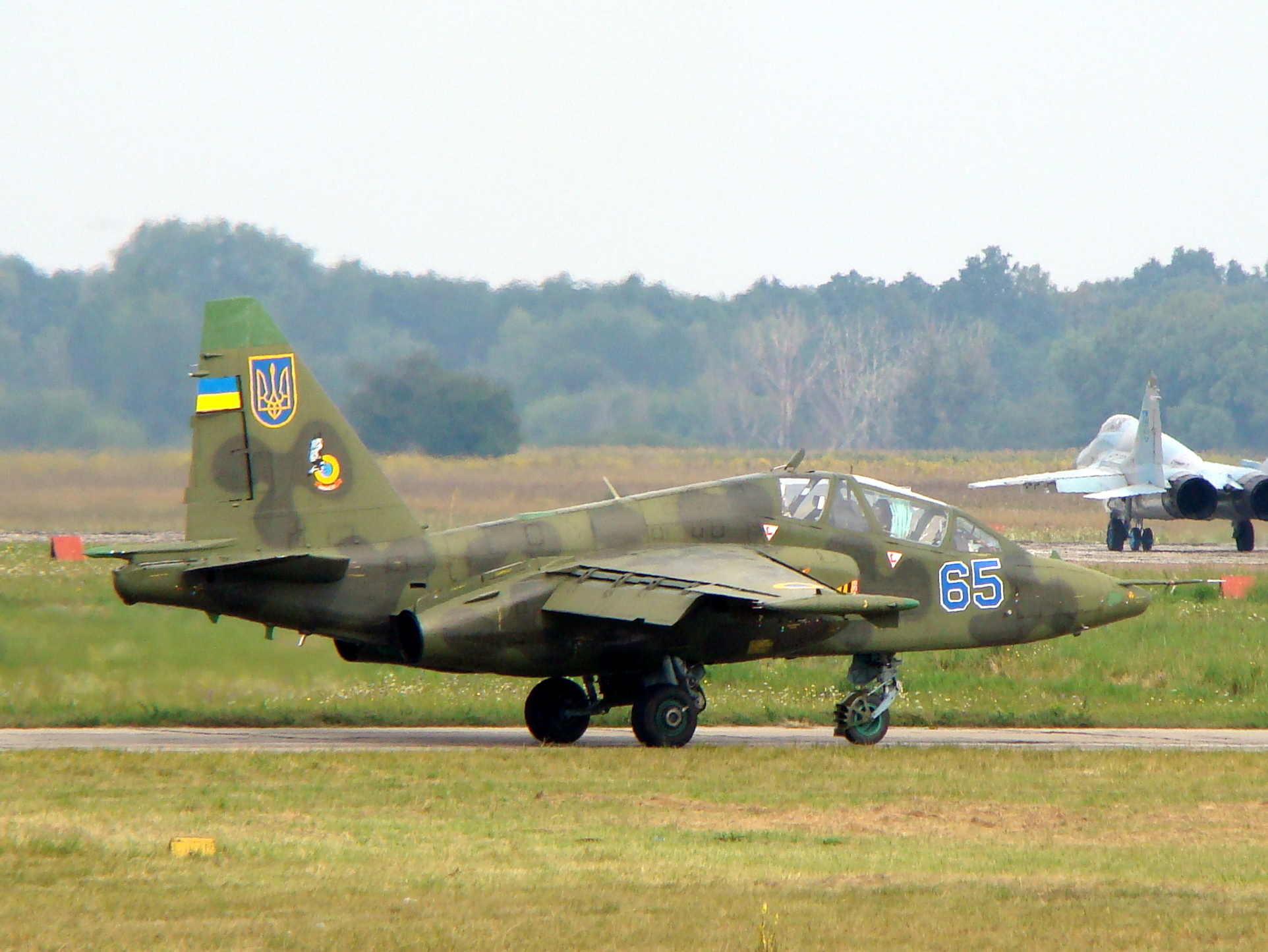
اوکراینی
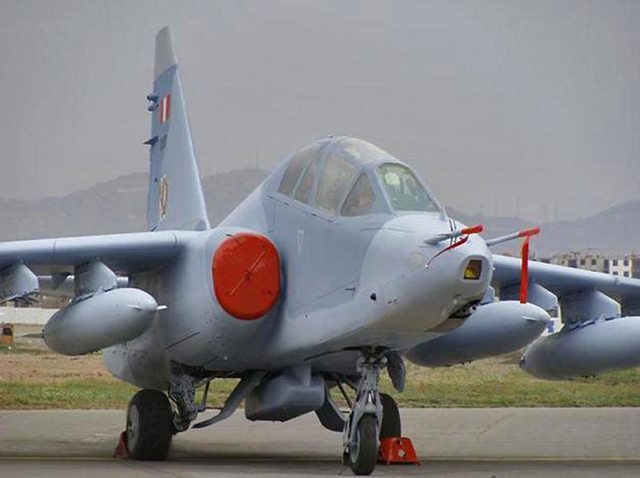
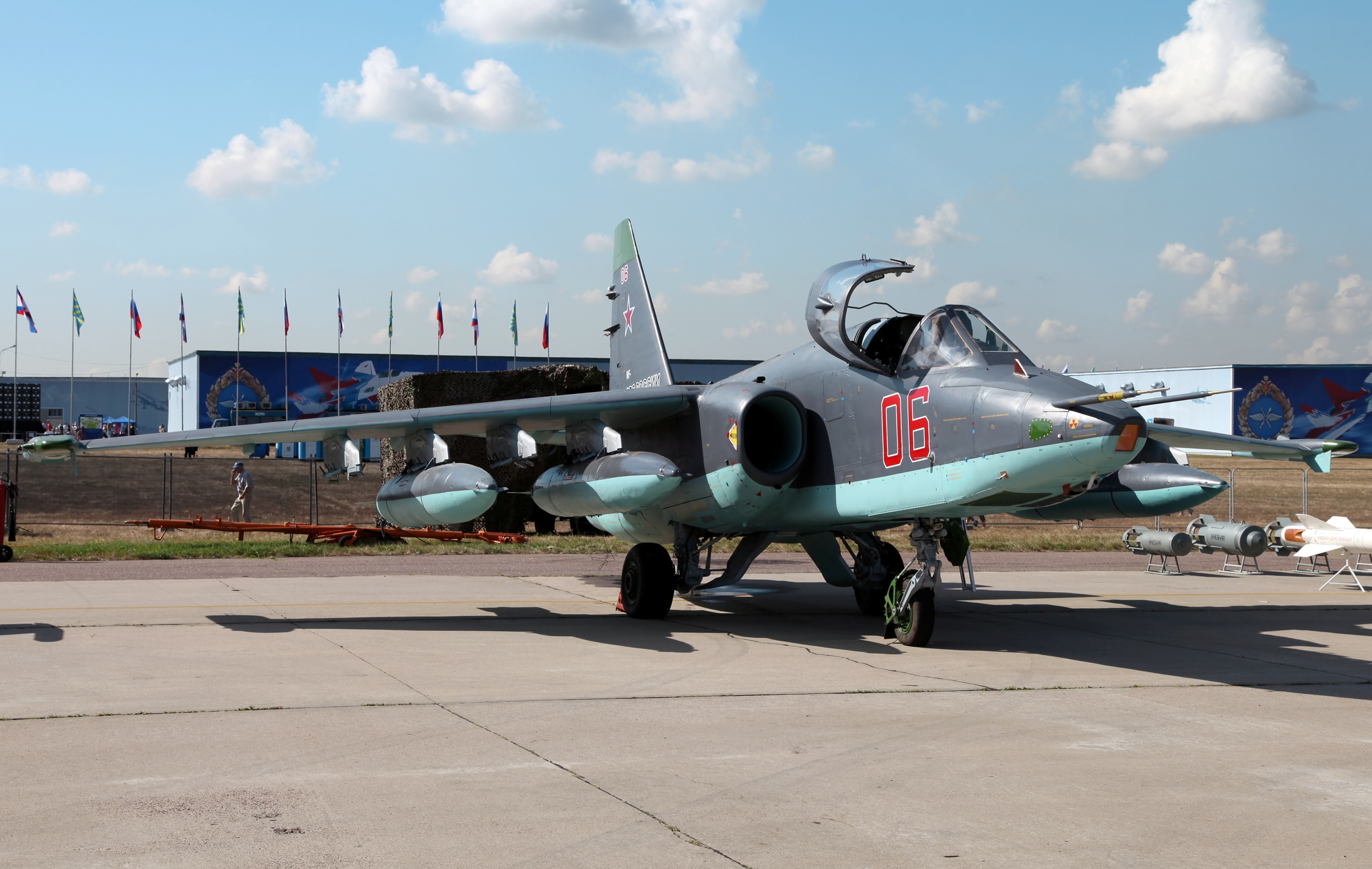
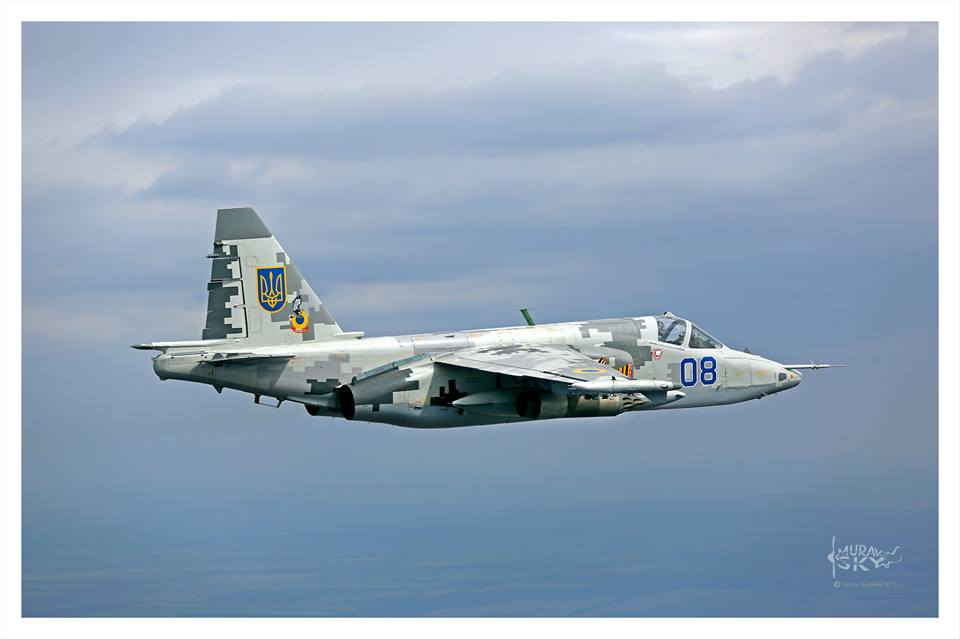
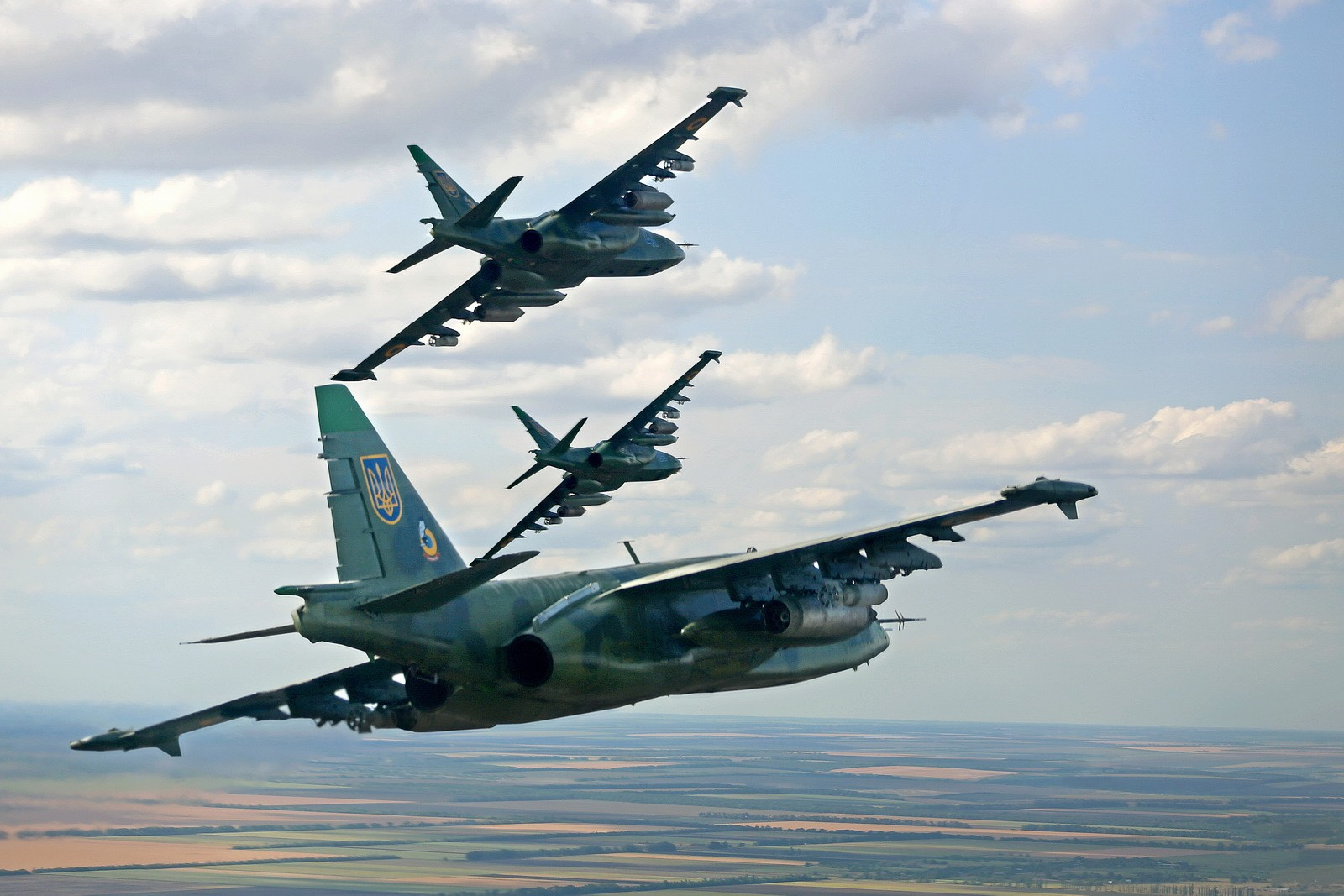
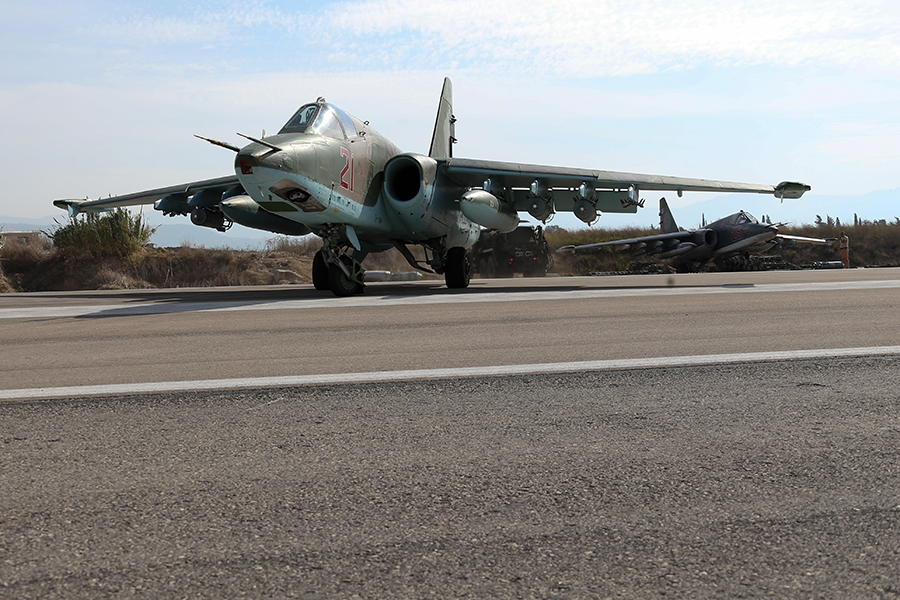
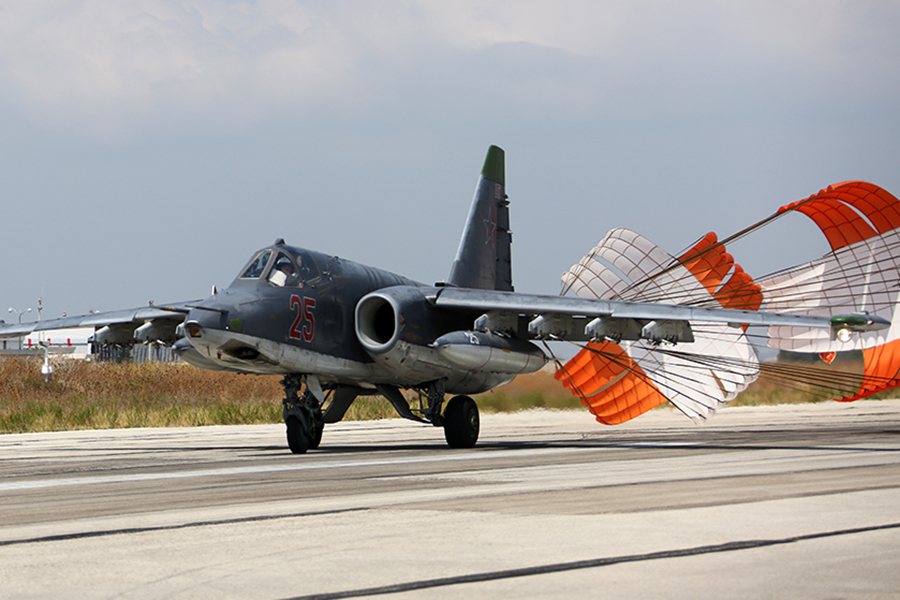

- پرونده:Sukhoi Su-25SM "Roman Filipov» 05.jpg
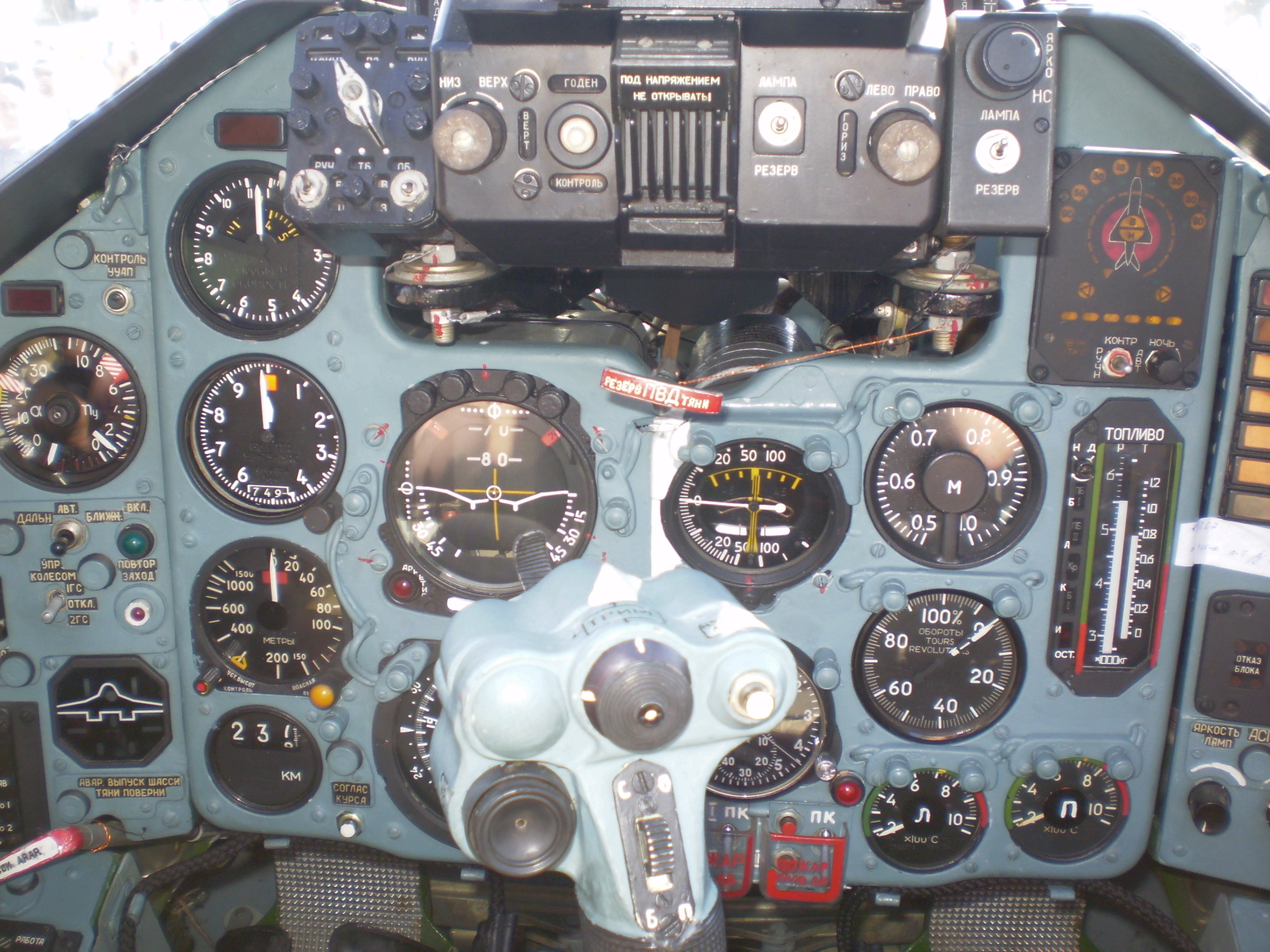
کابین خلبان
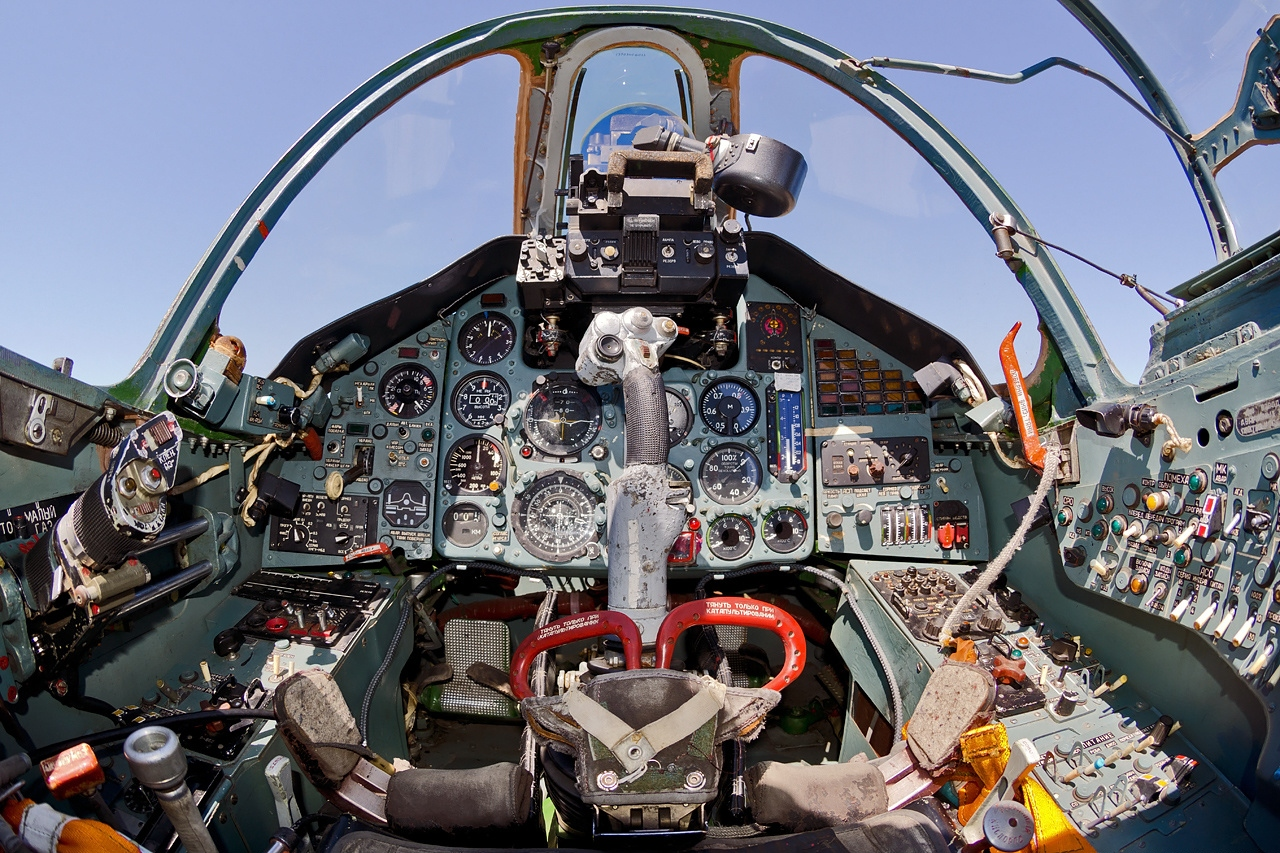
کابین خلبان
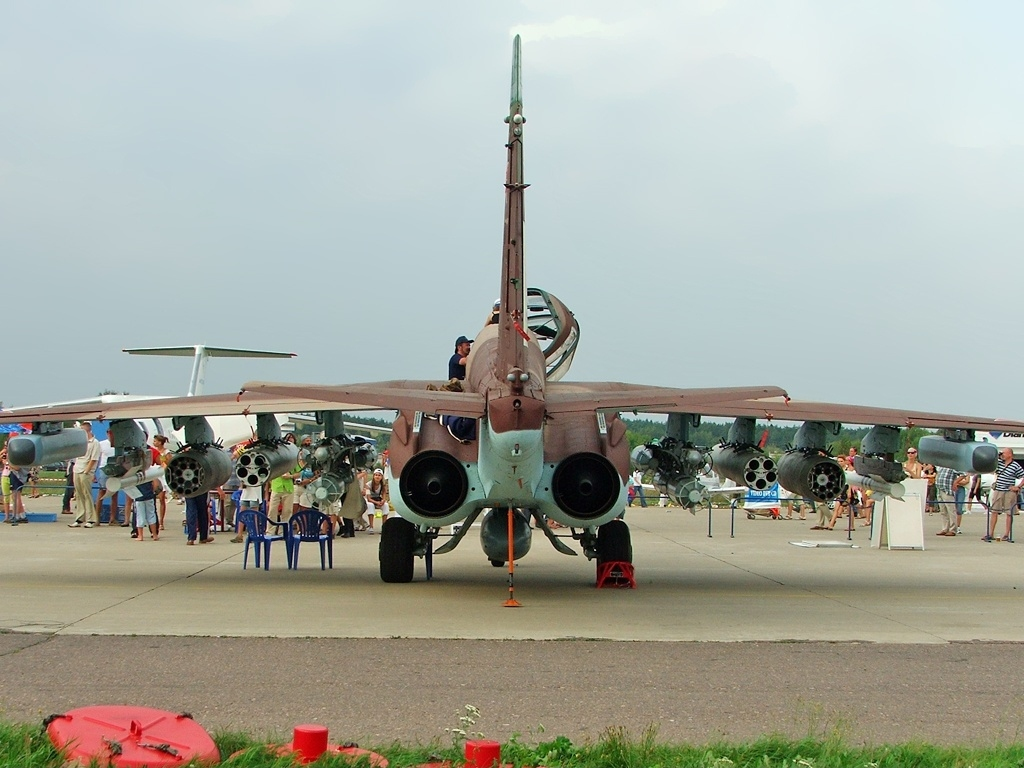
نما از پشت
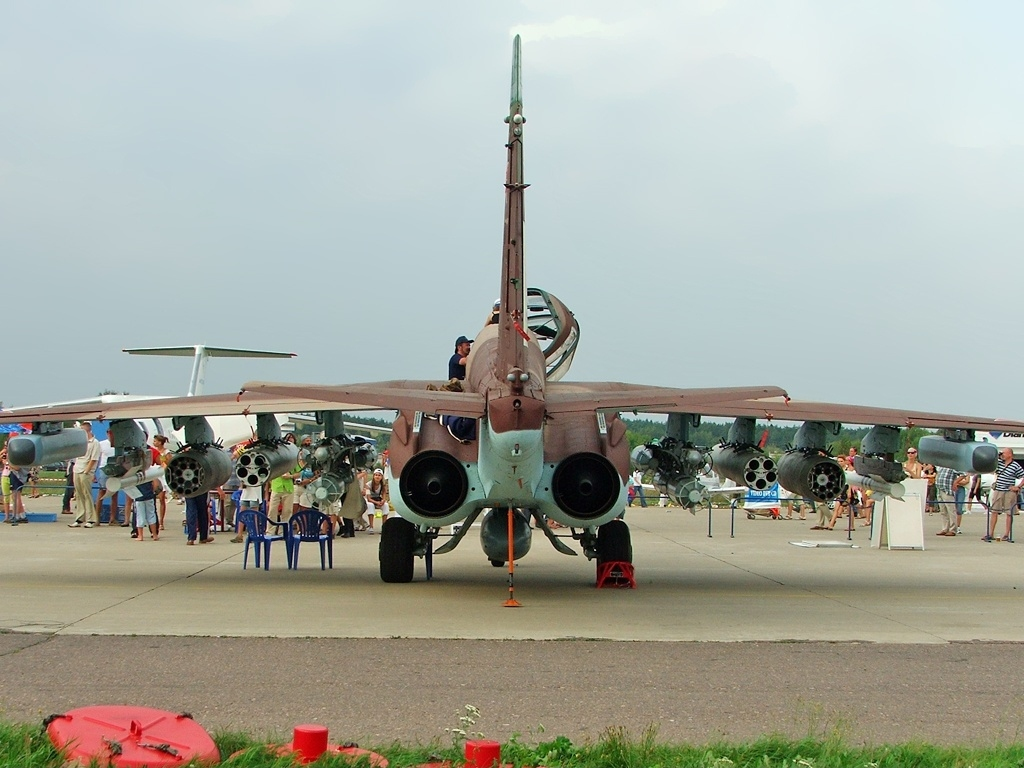
تسلیحات موشکهای هوا به زمین برای پشتیبانی نیروی زمینی
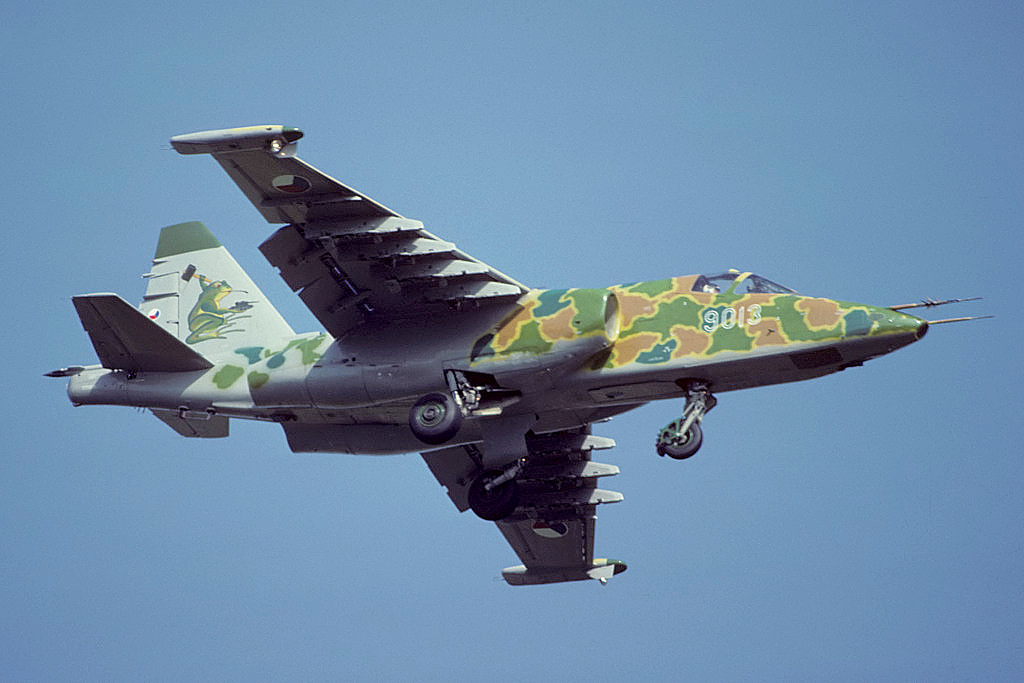
نما از زیر
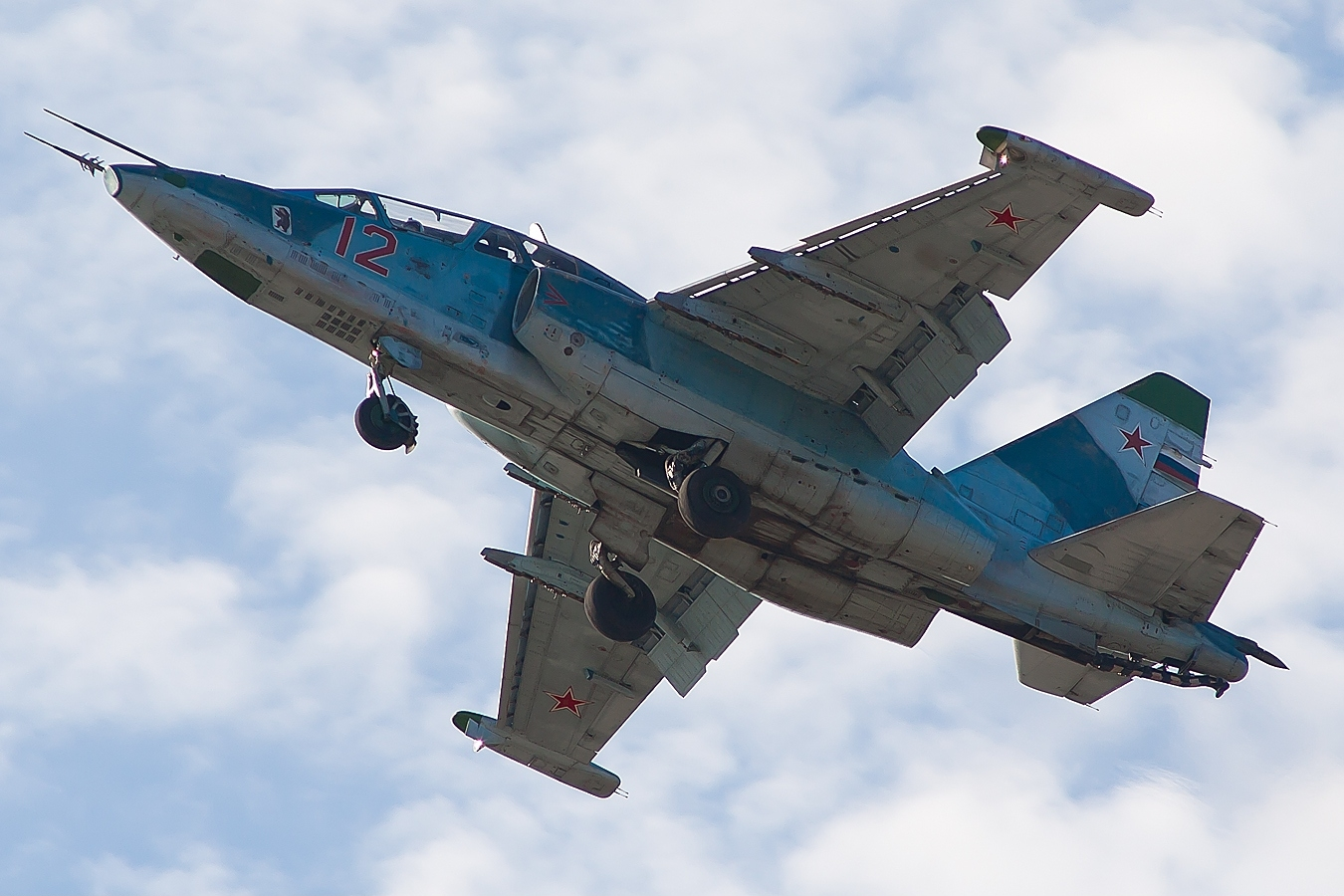
نما از زیر